# Stylidium oviflorum
Stylidium oviflorum är en tvåhjärtbladig växtart som beskrevs av Anthony R. Bean. Stylidium oviflorum ingår i släktet Stylidium och familjen Stylidiaceae. Inga underarter finns listade i Catalogue of Life.